# Louis Zorich
Louis Zorich (12 de fevereiro de 1924 - 30 de janeiro de 2018) foi um ator estadunidense. Mais conhecido pelo seu papel de Burt Buchman, pai de Paul Reiser, em Mad About You.

## Biografia
Zorich era descendente de imigrantes Iugoslávos, apesar de ter nascido e crescido no estado americano de Illinois. Estudou drama nas escolas Roosevelt College e Goodman Theater School of Drama, ambas em Chicago. Era casado com a atriz de ascendência grega Olympia Dukakis desde 1962. Seu sobrinho é Chris Zorich, ex-jogador da NFL do time Chicago Bears, de futebol americano. 

## Carreira
Um dos mais marcantes trabalhos de Louis foi no filme Violonista no Telhado (do diretor Norman Jewison), quando interpretou um condestável russo, em 1971. Outro papel significante foi de Pete, no filme Os Muppets conquistam Nova York, de 1984. Porém, foi mesmo na série Mad About You que Zorich ganhou grande destaque na mídia, interpretando o pai de Paul Buchman (Paul Reiser). Seu personagem na série manteve uma loja de esportes em Manhattan por anos, até passá-la para Ira Buchman após sua aposentadoria. Sua principal característica no programa é quando ele bate na porta do apartamento de Paul e Jamie para uma visita, exclamando: "Sou eu, Burt! Burt Buchman! Pai de Paul Buchman!"

## Filmografia
Principais Trabalhos em Filmes e Séries:
- Running Funny (2007) .... Stan
- A Hole in One (2004) .... Sammy
- Friends and Family (2001) .... Marvin Levine
- Mad About You (1993-1999) .... Burt Buchman (33 episódios)
- Law & Order (1990-1995) .... juiz Edgar Hynes
- Where Are the Children? (1986) .... Kragopoulos
- Os Muppets conquistam Nova York (1984) .... Pete
- Kojak (1977) .... Mike DeBrieno
- For Pete's Sake (1974)
- Violonista no Telhado (1971) .... condestável russo
- Route 66 (1960) .... Bulloch

## Ligações Externas
- Louis Zorich no Internet Movie Database